# Endecheratto
| Endecheratto          | Endecheratto   |
| --------------------- | -------------- |
| Proiezione ortogonale |                |
| Famiglia              | ipercubo       |
| 10-facce              | 22 {4,38}      |
| 9-facce               | 220 {4,37}     |
| 8-facce               | 1320 {4,36}    |
| 7-facce               | 5280 {4,35}    |
| 6-facce               | 14784 {4,34}   |
| 5-facce               | 29568 {4,33}   |
| 4-facce               | 42240 {4,3,3}  |
| Celle                 | 42240 {4,3}    |
| Facce                 | 28160 quadrati |
| Spigoli               | 11264          |
| Vertici               | 2048           |
| Proprietà             | convesso       |

In geometria, un endecheratto è un ipercubo endecadimensionale. Un endecheratto ha 2048 vertici, 11264 spigoli, 28160 facce quadrate, 42240 celle cubiche, 42240 facce quadridimensionali tesserattiche, 29568 facce pentadimensionali penterattiche, 14784 facce esadimensionali eserattiche, 5280 facce ettadimensionali etterattiche, 1320 facce ottadimensionali otterattiche, 220 facce ennadimensionali ennerattiche e 22 facce decadimensionali decherattiche.
Il nome deriva da una composizione del prefisso endeca- con la desinenza di tesseratto.

## Coordinate cartesiane
Le coordinate cartesiane dei vertici di un endecheratto centrato nell'origine e di lato di lunghezza 2 sono
(±1,±1,±1,±1,±1,±1,±1,±1,±1,±1,±1),
mentre lo spazio al suo interno è costituito da tutti i punti di coordinate (x0, x1, x2, x3, x4, x5, x6, x7, x8, x9, x10) tali che −1 < xi < 1.